# Amygdala
De amygdala (meervoud: amygdalae, Grieks: ἀμυγδαλή amygdalē = amandel) of amandelkern is een amandelvormige kern van neuronen. Er zijn twee amygdalae, die diep in de temporale kwab van de hersenen liggen en deel uitmaken van het limbisch systeem. Er bestaan veel verbindingen met de nabijgelegen cortex orbitofrontalis en ventromediale prefrontale cortex. Dit circuit speelt een centrale rol bij de verwerking van weerzinwekkende prikkels en regulatie van angst.
De amygdala legt verbanden tussen informatie die van verschillende zintuigen afkomstig is en koppelt deze aan emoties. Bij iedere nieuwe situatie bepaalt het individu welke emotionele reactie het meest zinvol is. Daarbij reageert de amygdala bijvoorbeeld ook op de gezichtsuitdrukking van soortgenoten. De reactie van de amygdala op prikkels die angst veroorzaken kan snel en volledig automatisch (dat wil zeggen reflexmatig) plaatsvinden.
Met name de rol bij angstreacties is bekend, maar de amygdala lijkt ook betrokken te zijn bij andere emoties, zoals agressie en seksueel gedrag. Door een bepaalde situatie een emotionele waardering te geven (en als zodanig in het geheugen vast te leggen), kan het individu een toekomstige soortgelijke situatie gemakkelijker herkennen en daar gepast op reageren (bijvoorbeeld met een vecht- of vluchtreactie).

## Anatomische onderverdelingen
De amygdala bestaat eigenlijk uit verschillende, afzonderlijk functionerende kerngebieden. Belangrijke kernen zijn het basolaterale complex, de mediale kern en de centrale kern. Het basolaterale complex kan verder onderverdeeld worden in de laterale, de basolaterale en de 'ondergeschikte' basale kern (Latijn: nucleus basalis accessorius). De belangrijkste kernen worden hieronder besproken.

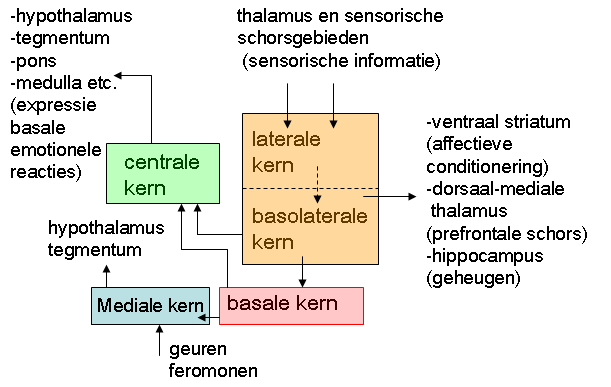
Sterk vereenvoudigde weergave van de voornaamste kernen in de amygdala. Ook onderlinge verbindingen, en belangrijkste in- en outputverbindingen (projectiegebieden) zijn weergegeven

### Laterale amygdala
De laterale amygdala ontvangt signalen van de sensorische kernen in de thalamus en sensorische gebieden in de cortex. De laterale kern stuurt deze informatie door naar de basolaterale en basale kernen die op hun beurt weer naar de centrale kern projecteren.

### Centrale kern
De centrale kern is het belangrijkste outputstation van de amygdala. Het projecteert naar tal van kerngebieden in de hersenstam, zoals de hypothalamus, de pons, het tegmentum en de medulla oblongata. Deze gebieden reguleren onder andere a) reacties van het orthosympathische zenuwstelsel en parasympathische zenuwstelsel, b) schrikreacties, c) de gezichtsspieren die angst uitdrukken via kernen van de nervus trigeminus en de nervus facialis d) activatie van dopamine, acetylcholine en noradrenaline via de nuclei tegmentales anterior et posterior en de locus caeruleus, en e) de arousaltoestand van de cortex via de formatio reticularis. Samengevat kan men stellen dat de centrale kern vooral betrokken is bij de expressie van emotionele reacties op aversieve of bedreigende prikkels. De centrale kern speelt ten slotte ook een belangrijke rol bij vreesconditionering en de versterkte schrikreacties via klassieke conditionering. Enkele belangrijke kernen worden hieronder besproken.

### Basolaterale kern
De basolaterale kern heeft eveneens veel outputconnecties met het striatum ventrale en de dorsaal-mediale kern van de thalamus. Het eerste gebied is vooral belangrijk voor affectief leergedrag zoals het leren vermijden van negatieve of bedreigende prikkels, via operante conditionering. Via projecties naar de dorsaal-mediale kern van de thalamus zijn er ook veel verbindingen met de cortex orbitofrontalis. Dit gebied vormt samen met de hypothalamus, de amygdala en de cortex cingularis anterior het netwerk dat verantwoordelijk is voor de regulering van affectieve processen.

### Mediale kern
De mediale kern ontvangt signalen uit de bulbus olfactorius en de cortex piriformis. Hij is gevoelig voor geurprikkels en feromonen (lichaamsgeuren), en heeft output naar de hypothalamus en het tegmentum.

## Geheugen en emoties
De amygdala speelt een belangrijke rol bij het vormen en opslaan van herinneringen aan emotionele gebeurtenissen. Daarbij wordt informatie die afkomstig is van verschillende zintuigen geïntegreerd. De amygdala werkt bij het opslaan van informatie nauw samen met de hippocampus. Samen vormen zij een soort werkgeheugen met tijdelijke opslag, het kortetermijngeheugen. Na enige tijd wordt de informatie overgebracht naar het langetermijngeheugen in de hersenschors.
De amygdala zorgt vooral voor de affectieve kleuring van indrukken uit de buitenwereld. Er worden endorfinen gemaakt die de stemmingen kunnen opwekken die bij de passende emoties horen. Op deze wijze worden emoties gekoppeld aan bepaalde zintuiglijke ervaringen en de daarmee verbonden mensen, dieren of voorwerpen. Zo wordt het geheugen versterkt en kunnen voorwerpen en situaties later worden herkend.

### Farmaca en geheugen
Onderzoek met ratten van o.a. James McGaugh toonde aan, dat farmaca die de amygdala activeren, een positief effect hebben op het geheugen van het dier voor de aangeleerde taak. Farmaca die de amygdala inactiveren hebben een negatief, verzwakkend effect op het geheugen voor de taak. Mogelijk berusten deze effecten op de productie door de amygdala van bepaalde neurotransmitters, zoals noradrenaline. Deze neurotransmitters kunnen op hun beurt het consolidatieproces in de hippocampus of de naburige entorinale schors intensiveren.

## Invloed op gedrag

### Angstreacties

#### Natuurlijke en aangeleerde angstreacties
Joseph LeDoux heeft op basis van zijn conditioneringsstudies met ratten een model ontwikkeld dat beschrijft hoe vreesreacties tot stand komen. Hij onderscheidde daarbij een snelle automatische route die via de laterale kernen van de amygdala allerlei fysiologische en reflexmatige reacties oproept, en een langzamer route van amygdala naar de cortex die meer bewuste emotionele reacties tot stand brengt. Recent functioneel beeldvormend onderzoek (fMRI en PET) bij mensen toont aan dat de amygdala ook betrokken is bij de verwerking van meer complexe prikkels die met vrees zijn geassocieerd. In dit onderzoek gebruikte men dia's met angstige gelaatsexpressies. Ook neutrale prikkels die met een aversieve prikkel (hard lawaai) waren geassocieerd, bleken na conditionering de amygdala te activeren. De gelaatsexpressies activeerden daarbij vooral de linker en de voorwaardelijke prikkel de rechter amygdala. Mogelijk duidt activatie van de linker amygdala op een meer bewuste verwerking van natuurlijke (aangeboren) vreesprikkels.
Bij een beschadiging van de amygdala kan zowel het vermogen tot het aanleren van als het uitdrukken van Pavloviaanse angstconditionering, een vorm van klassieke conditionering emotionele reacties aangedaan zijn. Onderzoek wijst erop dat tijdens angstconditionering, zintuigelijke prikkels het basolaterale complex bereiken, in het bijzonder de laterale kern van de amygdala, alwaar ze verbonden worden. Hierbij spelen vooral outputcircuits tussen basolaterale en basale kernen van amygdala naar de hippocampus een rol. Mogelijk blijft deze verbinding tussen stimuli en aversieve gebeurtenis in stand dankzij langetermijnpotentiëring, een vorm van langdurige synaptische plasticiteit. Herinneringen aan emotionele ervaringen die opgeslagen liggen in de synapsen van de laterale kern lokken angstig gedrag uit via verbindingen met de centrale kern van de amygdala, een kern betrokken bij het ontstaan van vele angstreacties, waaronder immobiliteit, tachycardie (versnelde hartslag), versnelde ademhaling en de afgifte van stresshormoon.

#### Invloed van progesteron
Er is bij vrouwen een verband gevonden tussen een verhoogde progesteronspiegel en de activiteit van de amygdala. In het tweede deel van de menstruatiecyclus stijgt de progesteronspiegel. Bij onderzoek naar het geconstateerde verband tussen de progesteronspiegel en het optreden van het premenstruele syndroom (pms) bij ongeveer vijf procent van de vrouwen (extra prikkelbaar, agressief of depressief en sterke stemmingswisselingen) werd ontdekt, dat ook de amygdala hierbij een rol speelt. Als er (bij gezonde vrijwilligsters) extra progesteron wordt toegediend, kan door middel van MRI-hersenscans worden geconstateerd, dat de amygdala sterk wordt geactiveerd bij het zien van boze of bange gezichten.

#### Onderdrukking van angstreacties
De onderdrukking van aangeleerde angstreacties is een belangrijk doel van therapeutische interventies tegen angststoornissen zoals posttraumatische stressstoornis en fobieën. Onderzoeksresultaten suggereren dat de amygdala niet alleen betrokken is bij angstconditionering, maar tevens in de uitdoving (extinctie) van angstreacties. Uitdoving vindt plaats wanneer angstsignalen verscheiden malen afzonderlijk (dus zonder de aversieve prikkel) gepresenteerd worden. Dit levert een afname op van de angstreacties op deze signalen. Extinctietraining wist het geheugen betreffende de angst niet uit, er wordt echter aangeleerd de oorspronkelijke angst te onderdrukken.

### Positieve conditionering
De amygdala speelt ook een belangrijke rol in positief conditioneren. Het lijkt erop dat afzonderlijke neuronen reageren op positieve en negatieve prikkels, maar er is geen clustering van de afzonderlijke neuronen tot duidelijke anatomische kernen.

## Amygdala en seksuele voorkeur
Uit een recent hersenonderzoek blijkt dat, vergeleken met heteroseksuele mannen, homoseksuele mannen een sterkere activiteit in de amygdala vertonen bij het zien van scènes in een door hen geprefereerde categorie dan in een niet geprefereerde categorie. Auteurs menen dat het vooralsnog onduidelijk is of dit een gevolg of oorzaak is van hun seksuele voorkeur.